# Lac Pikianikijuan
Le lac Pikianikijuan est un plan d'eau douce de la zec Festubert, dans la ville de Senneterre, dans la municipalité régionale de comté (MRC) de La Vallée-de-l'Or, dans la région administrative de l'Abitibi-Témiscamingue, au Québec, au Canada.
Le lac Pikianikijuan constitue le plan d'eau où se déverse la rivière Capitachouane. Ce lac est situé entièrement en zone forestière. La surface du lac est généralement gelée du début décembre à la mi-avril. La foresterie constitue la principale activité économique de ce secteur.

## Géographie
L'embouchure du lac Pikianikijuan (côté Sud-Ouest du lac) se situe à :
- 72,7 km au Nord-Est de la route 117 ;
- 14,6 km au Nord-Est du Lac Camachigama ;
- 113,1 km à l’Est du centre-ville de Senneterre (ville) ;
- 97,2 km au Sud d’une baie du réservoir Gouin[1].

Les principaux bassins versants autour du lac Pikianikijuan sont :
- côté Nord : ruisseau Rond, ruisseau Taylor ;
- côté Est : rivière Festubert ;
- côté Sud : rivière des Outaouais ;
- côté Ouest : rivière des Outaouais.

Le lac Pikianikijuan est alimenté par :
- côté nord : ruisseau Taylor ;
- côté est : rivière Festubert

## Toponymie
Le toponyme "lac Pikianikijuan" a été officialisé le 5 décembre 1968 à la "Banque des noms de lieux" de la Commission de toponymie du Québec.

## Référence
1. ↑  Atlas du Canada publié sur Internet par le Ministère des ressources naturelles du Canada.
2. ↑  Commission de toponymie du Québec - Banque des noms de lieux - Toponyme: "Lac Pikianikijuan"